# بهترین مردان
بهترین مردان (به انگلیسی: Best Men) فیلمی محصول سال ۱۹۹۷ و به کارگردانی تامرا دیویس است. در این فیلم بازیگرانی همچون رادین کاین، اندی دیک، شان پاتریک فلانری، لوک ویلسون، میچل وایتفیلد، درو بریمور، فرد وارد، ریموند جی. بری، براد دوریف ایفای نقش کرده‌اند.